# 이근 (경제학자)
이근(李根, 1960년 10월 12일~)은 대한민국의 경제학자, 교수, 정무직 공무원이며 서울대학교 경제학부 교수이다.

## 학력
- 관악고등학교
- 1983년: 서울대학교 경제학 학사
- 1984년: 서울대학교 대학원 경제학 석사
- 1989년: 캘리포니아 대학교 버클리 경제학 박사

## 주요 경력
- 1992년~현재: 서울대학교 경제학부 조교수, 부교수, 교수
- 1992년: 애버딘 대학교 경제학과 조교수
- 1999년: 캘리포니아 대학교 데이비스 방문교수
- 2004년~2005년: 세계은행 컨설턴트
- 2007년~2008년: 서울대학교 경제연구소장, 서울대학교 중국연구소장
- 2010년: 현대중국학회 회장
- 2013년: 한국경제발전학회 회장
- 2014년~2015년: 기술경영경제학회 회장
- 2014년~2016년: 동반성장위원회 위원
- 2015년~2017년: 국가지식재산위원회 위원
- 국민경제자문회의 위원
- 2021년~2022년: 제14·15대 국민경제자문회의 부의장
- 2025년~현재: 한국경제학회 회장

## 수상 경력
- 1998년: 매경 이코노미스트상
- 2014년: 대한민국 학술원상
- 2019년: 경암상
- 2022년: 다산경제학상

## 회원
- 한국과학기술한림원 정회원